# Laurent-Benoît Dewez

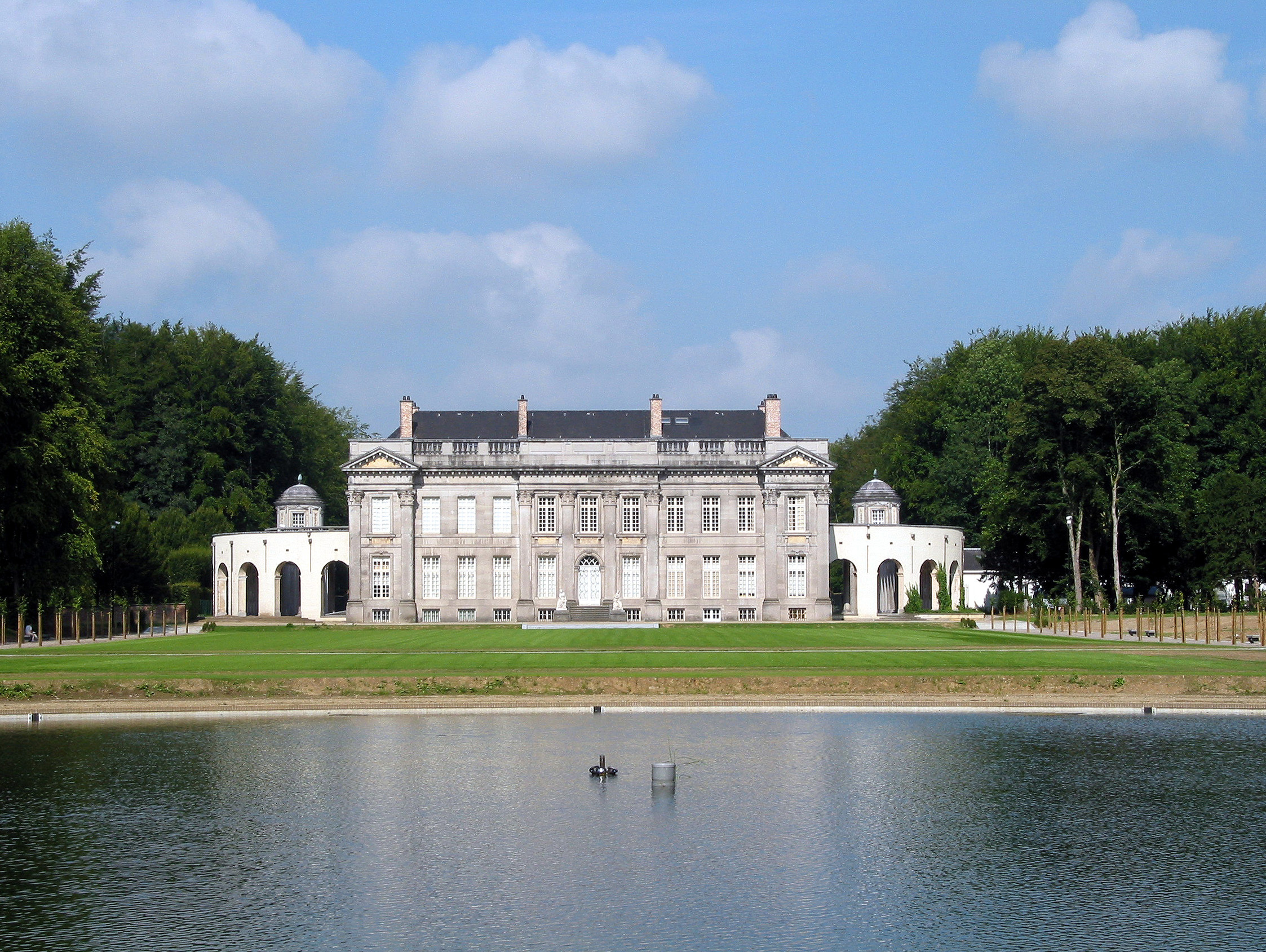
Kasteel van Seneffe (L.B. Dewez, 1763-68)

Laurent-Benoît Dewez (Petit-Rechain, gedoopt 14 april 1731 – Groot-Bijgaarden, 1 november 1812) was de meest vooraanstaande 18e-eeuwse architect in de Oostenrijkse Nederlanden. Hij introduceerde het neoclassicisme in de Lage Landen, maar veel van zijn voornaamste realisaties werden kort na hun ontstaan vernietigd tijdens de revoluties.

## Biografie
De abt van Saint-Hubert stuurde de jonge Dewez in 1754 op studiereis naar Italië met een beurs van de Stichting Lambert Darchis. Daar kreeg hij de kans om zich de nieuwe stijl, het neoclassicisme, eigen te maken. Hij was er de leerling van Luigi Vanvitelli en kwam in contact met andere voortrekkers van de nieuwe stijl, zoals de Schot Robert Adam, Charles-Louis Clérisseau, Giovanni Battista Piranesi en Johann Winckelmann. Na een studiereis met Adams naar de Romeinse overblijfselen in Split (1758), vervolmaakte hij zich nog een jaar in het befaamde atelier van de gebroeders John, William en Robert Adam in Londen, tot hij in 1759 werd teruggeroepen voor de wederopbouw van de Abdij van Orval. Dat zou de eerste worden in een lange reeks opdrachten van abten en edelen. 
In 1760 vestigde Dewez zich in Brussel. In 1767 werd hij hofarchitect van Karel van Lotharingen. In opdracht van abdis Anna de Croÿ ontwierp hij in 1768 een nieuw totaalplan voor de Abdij van Herkenrode, waarvan slechts de Abdissenresidentie werd gebouwd. Zijn meesterwerk (onder de bewaarde realisaties) is het kasteel van Seneffe, waar nu het Museum van Edelsmeedkunst is ondergebracht. Een kleinere versie daarvan is het Kasteel La Motte in Sint-Ulriks-Kapelle. Jaloerse concurrenten betichtten hem van fouten en zelfs van fraude bij de bouw van het tuchthuis van Vilvoorde. Hij viel in ongenade en verloor in 1780 zijn functie van hofarchitect.
In 1793 vluchtte Dewez voor de Fransen naar Praag, waar hij ook verschillende herenhuizen ontwierp. In 1804 keerde hij terug naar België. Hij stierf in 1812 in armoede in een woning in de buurt van de Sint-Egidiuskerk van Groot-Bijgaarden. De grafsteen van hem en van zijn vrouw Maria Mertens staat op de buitenmuur van de kerk met een samenvatting van zijn leven in het Latijn.

## Selectie van werken
- vanaf 1759: Abdij Notre-Dame d'Orval (verwoest)
- 1762-79: Abdij van Gembloers
- 1763-68: Kasteel van Seneffe
- vanaf 1763: Stadhuis van Doornik (voormalig paleis van de abt)
- 1764-68: Collegiale kerk Sint-Begga in Andenne
- 1764-74: Sint-Salvatorkerk, Harelbeke
- 1768: Abdissenresidentie Herkenrode, Hasselt (Kuringen)
- 1768-80: Abdij van Heylissem
- vanaf 1770: Abdij van Vorst
- vanaf 1770: Abdij van Affligem ; de plannen dateerden van 1768
- 1771: Sint-Amanduskerk in Kortenberg (enkel nog toren bewaard)
- 1771: toegangspoort Hortus Botanicus Lovaniensis, Leuven
- 1773: zijbeuken Sint-Amanduskerk in Erps-Kwerps
- 1773: Kasteel La Motte in Sint-Ulriks-Kapelle
- 1774: Sint-Columbakerk in Deerlijk
- 1775-91: Abdij van Dielegem (deels bewaard)
- 1776-77: Kasteel van Mariemont in Morlanwelz
- vanaf 1776: Abdij van Vlierbeek
- 1779: Gevangenis ('tuchthuis') van Vilvoorde (thans hotel)
- voor 1778: Sint-Pieterskerk, Ukkel (niet-gerealiseerd ontwerp)
- ?: Kasteel van Wasseiges (verwoest in 1944)

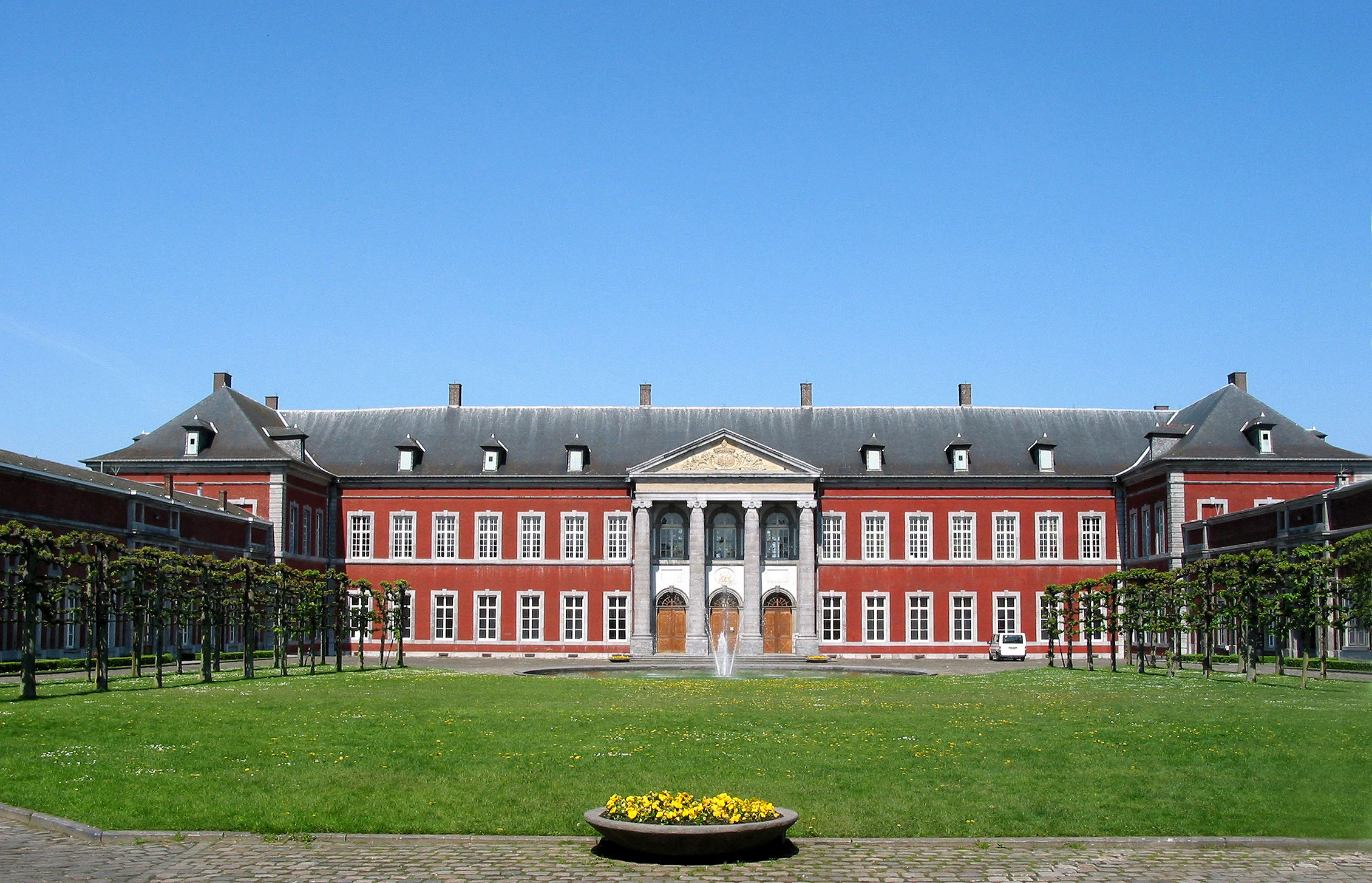
Abdij van Gembloers (1762-79)
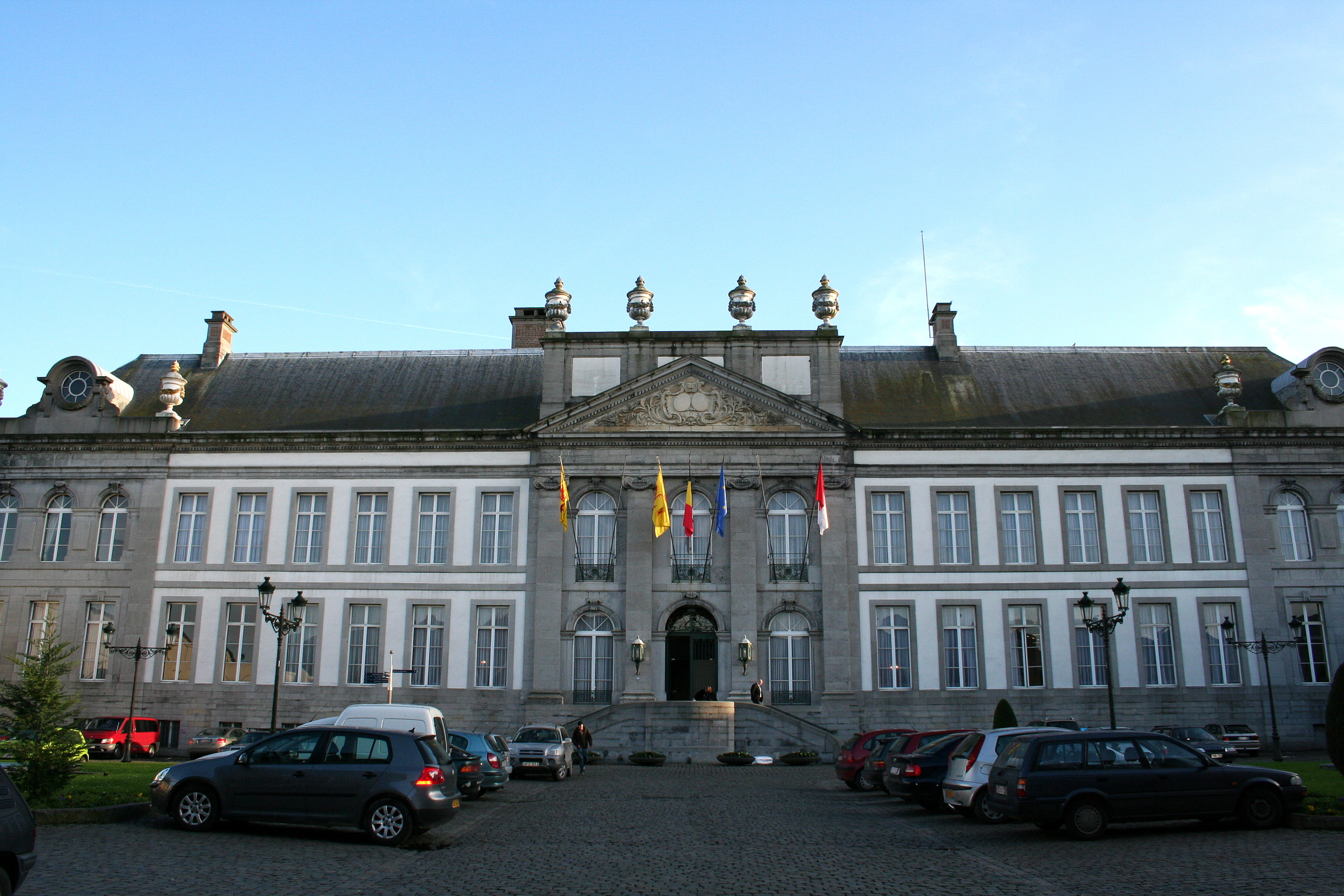
Stadhuis van Doornik (1763)
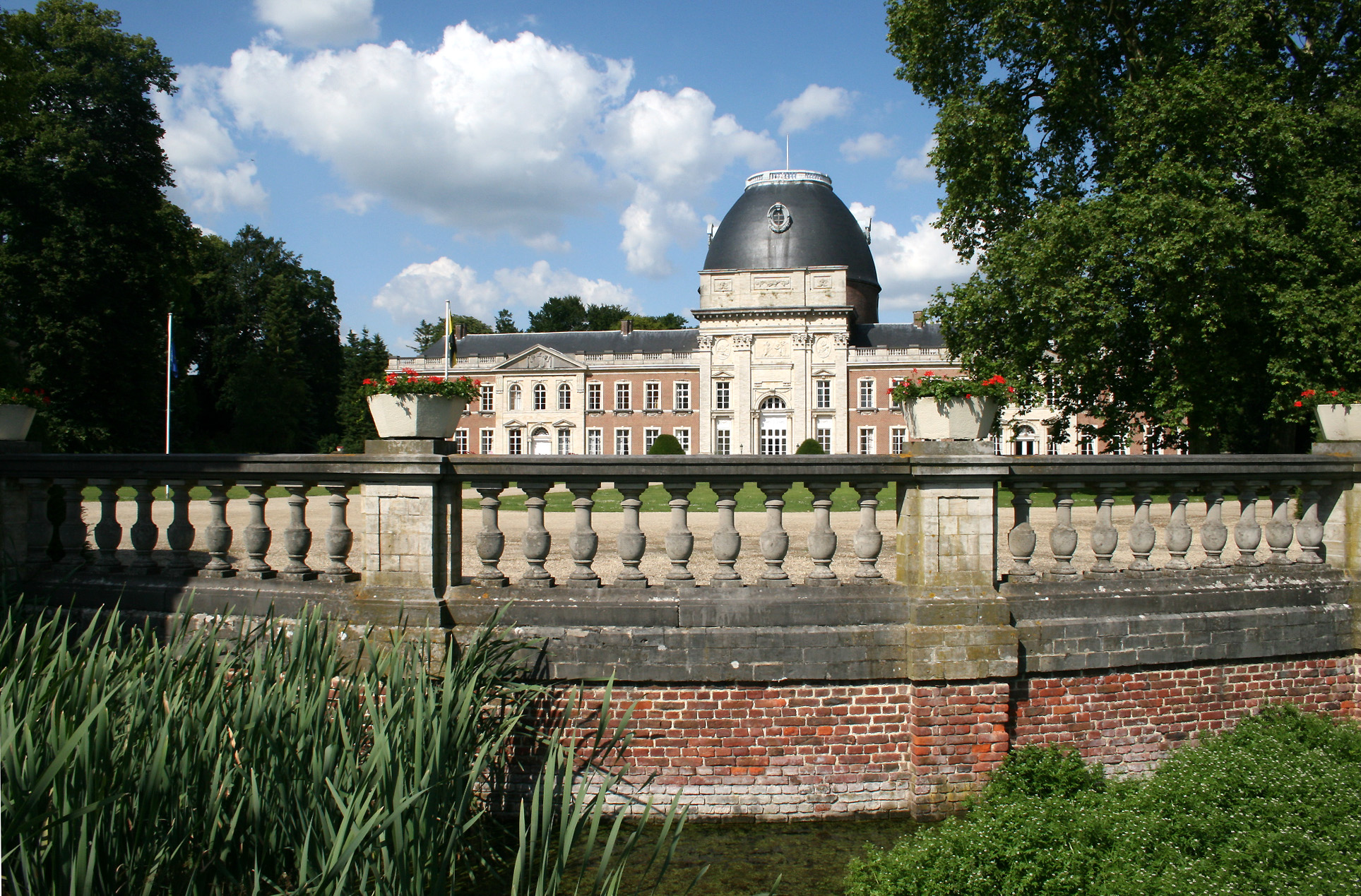
Abdij van Heylissem (1768-80)
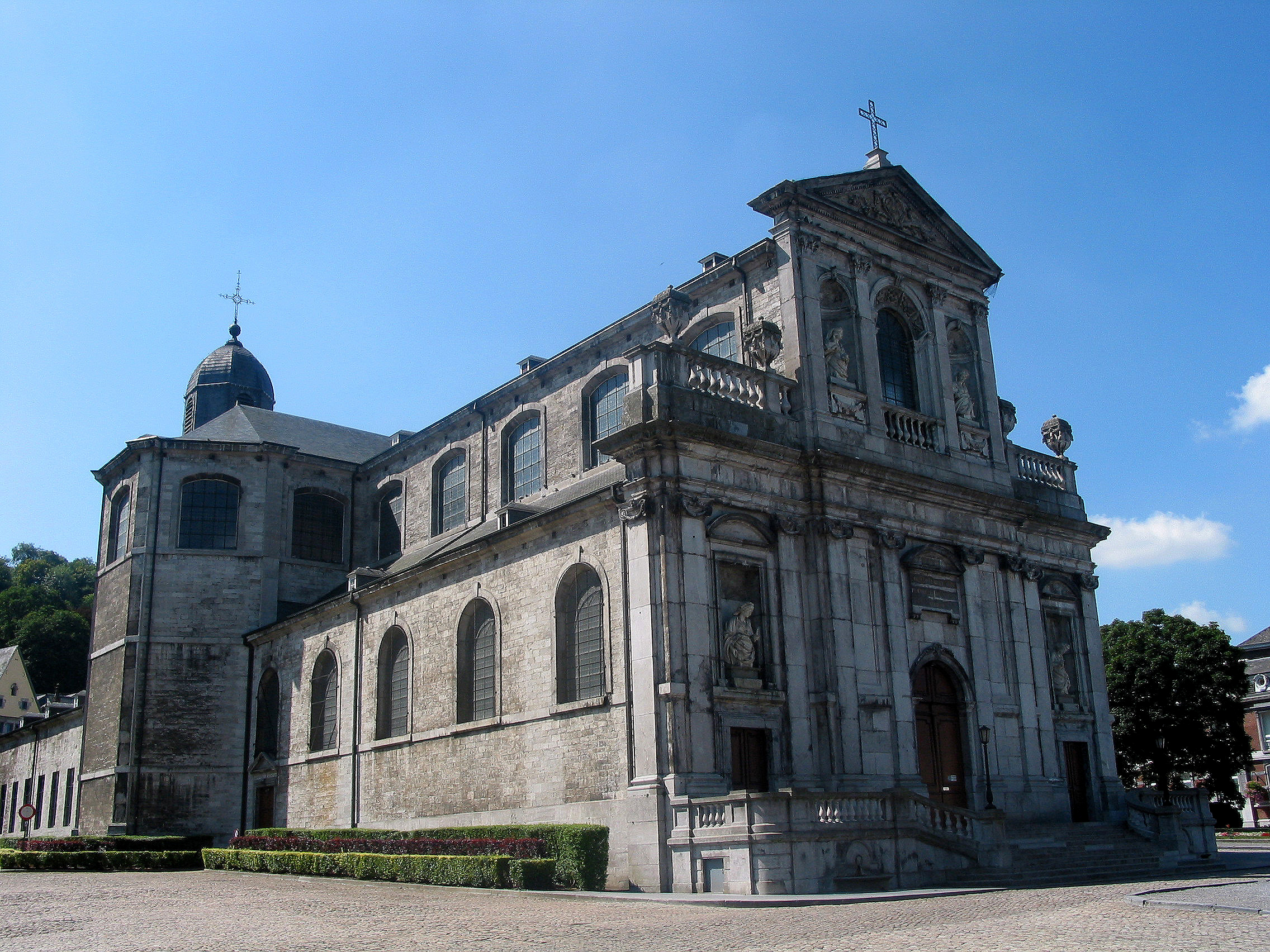
Sint-Beggakerk, Andenne (1770-1775)
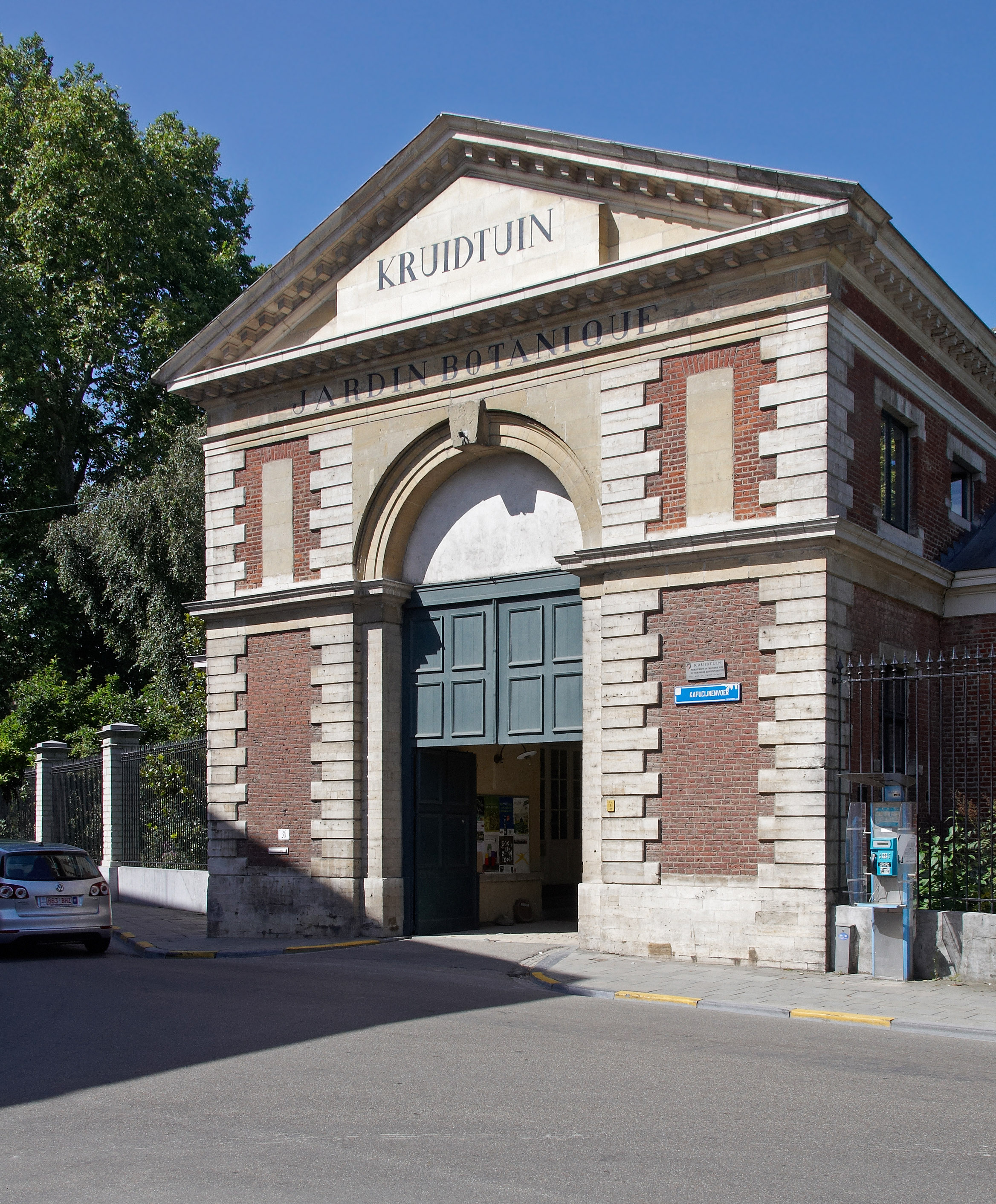
Poortgebouw kruidtun Leuven (1771)
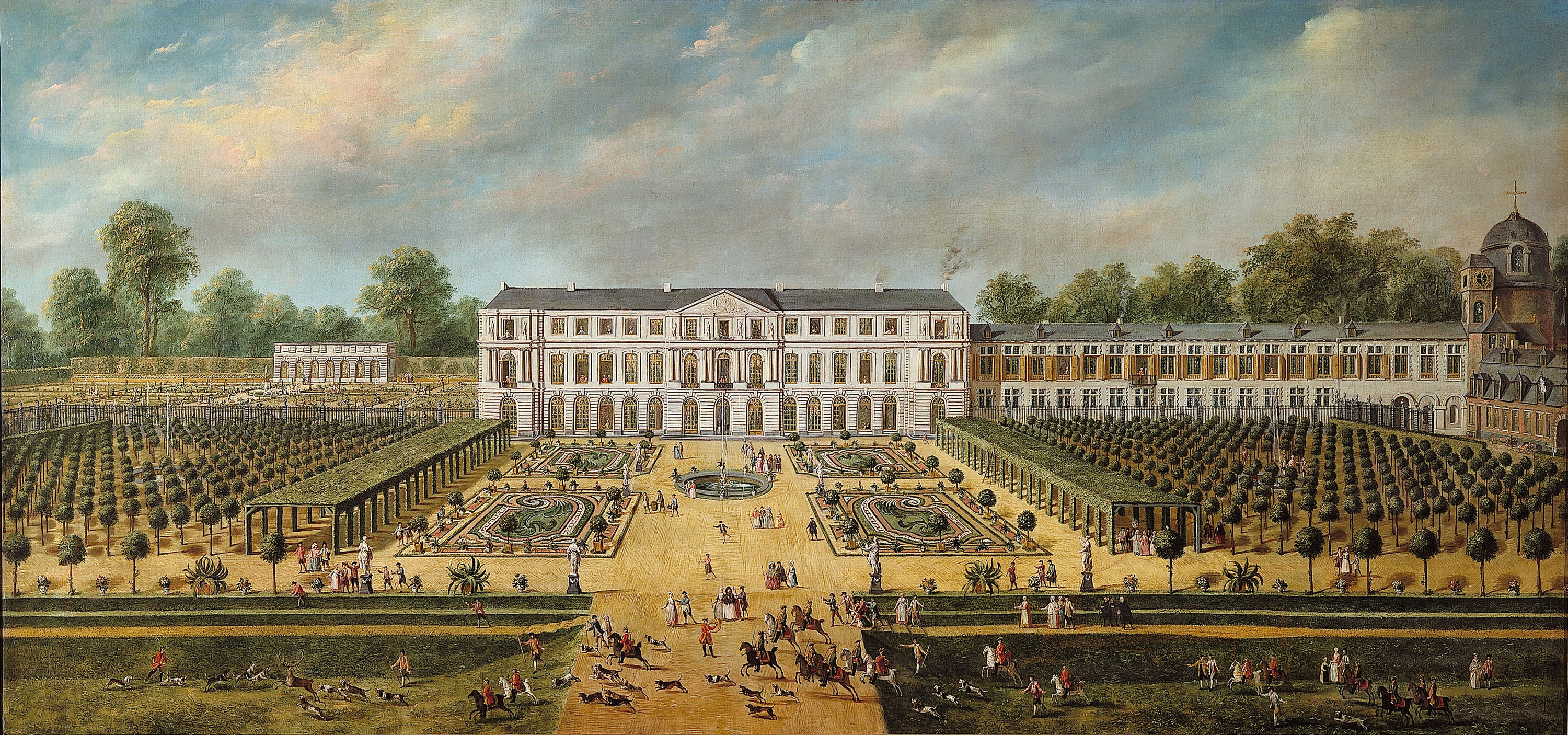
Zuidgevel van Mariemont (1776-1777)
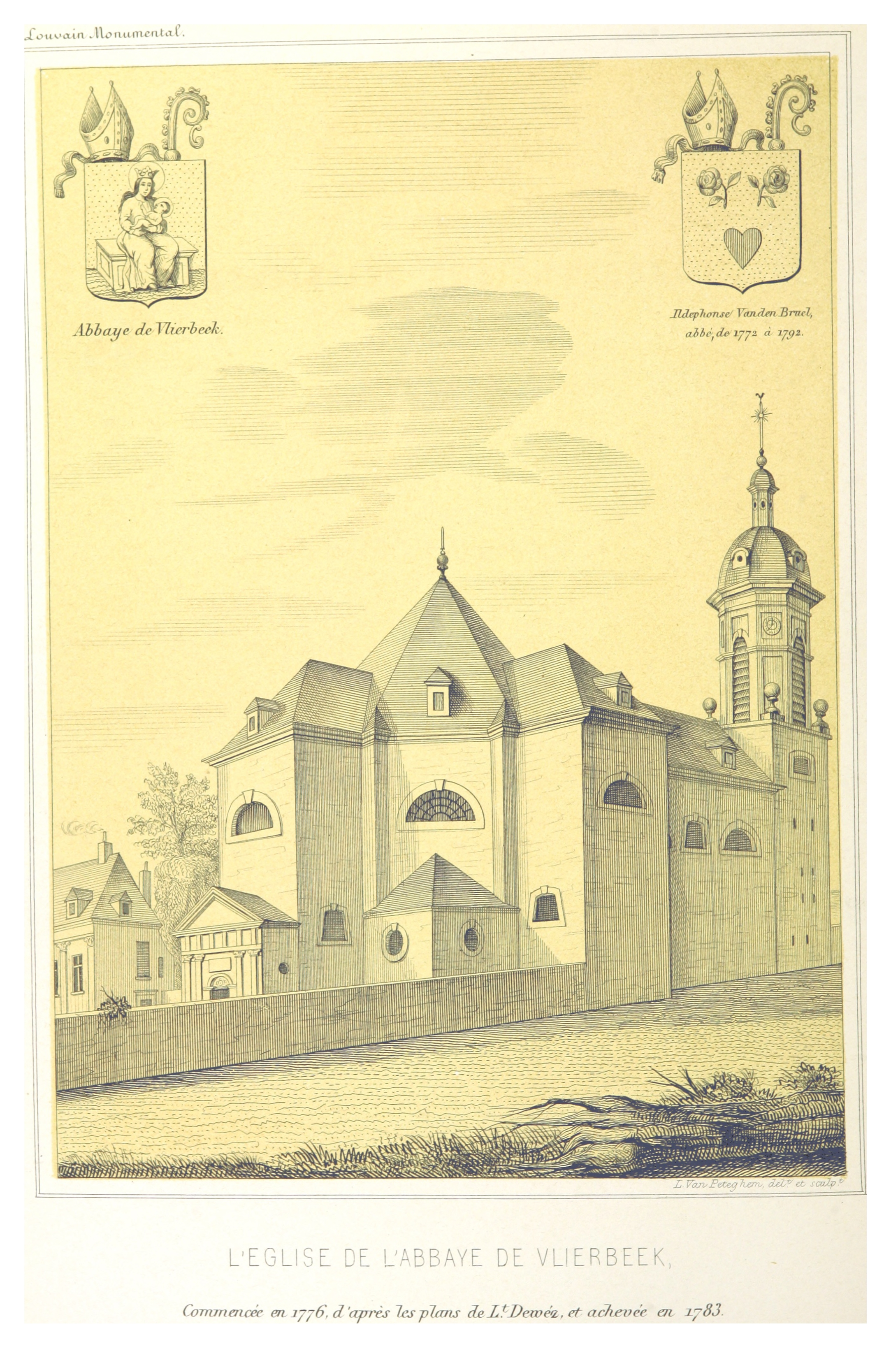
Abdij van Vlierbeek (1776-1783)